# Rödelsee
Rödelsee è un comune tedesco di 1 912 abitanti, situato nel land della Baviera.